# Carl Malmsten
Carl Malmsten, egentligen Charley Per Henrik Malmsten, född 7 december 1888 i Stockholm, död 13 augusti 1972 på Öland, begravd på Vickleby kyrkogård där, var en svensk inredningsarkitekt och möbelarkitekt som tilldelades professors namn.

## Biografi

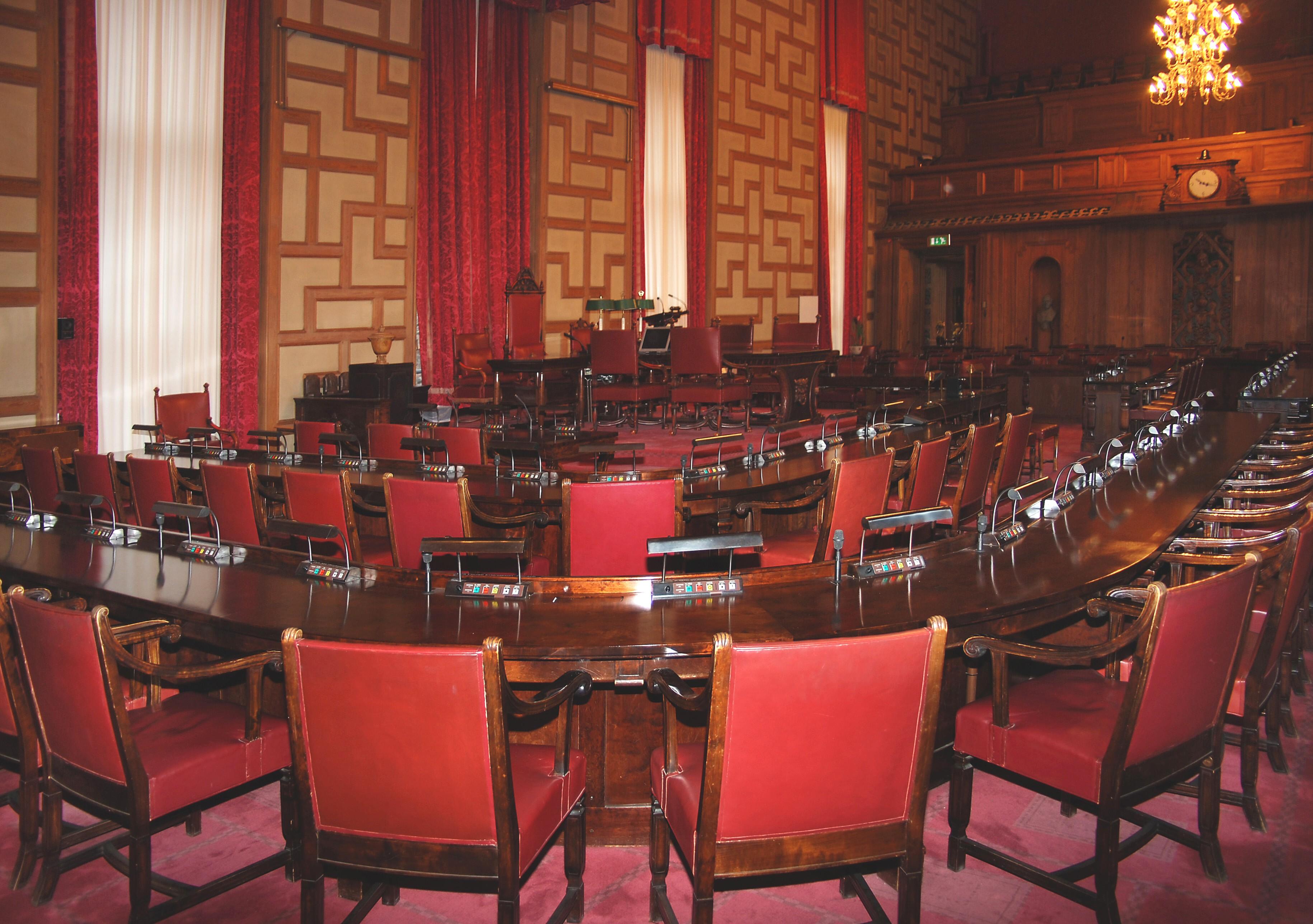
Carl Malmstens möbler i Rådssalen.

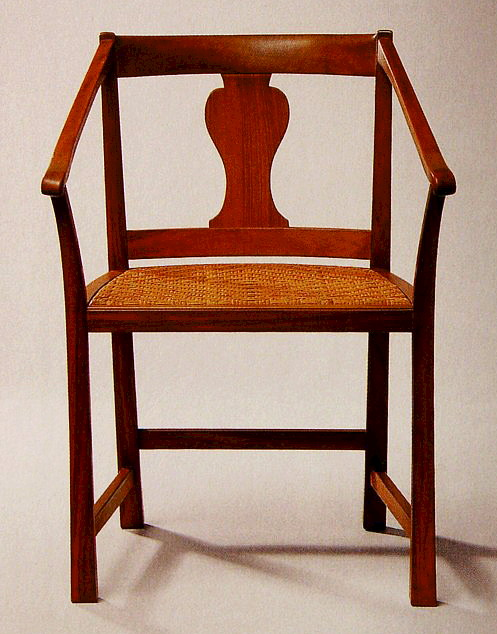
"Stadshusstolen" från 1916.

Carl Malmsten var sprungen ur en högborgerlig stockholmsmiljö. Hans far Karl Malmsten var en framstående läkare och hans farfar Pehr Henrik Malmsten kunglig livmedikus. Malmstens mor var dotter till grundaren av Grand Hôtel i Stockholm. Malmsten trivdes inte i skolan, men tog ändå studentexamen. När han gjorde sin värnplikt fick han hälsoproblem och vistades därför en tid i Egypten, där han fick möjlighet att ägna sig åt konstnärligt arbete. Åter i Stockholm fick han 1909-1910 plats som snickarlärling. 1911-1916 bedrev han självstudier och praktiserade också på arkitektkontor. Redan 1916 slog han igenom genom att vinna både första och andra pris i en tävling om inredningar till Stockholms stadshus. Han har själv hävdat att detta var de första möbler han ritade. Möblerna i Rådssalen är hans verk.
Carl Malmsten var stark anhängare av 1920-talets svenska klassicism, även kallad Swedish grace. Till funktionalismens intåg i Sverige i början av 1930-talet var han mycket kritisk. I samband med Stockholmsutställningen 1930 var han den främste kritikern. Han protesterade mot detta "fattiga program". I en skrivelse till utställningens verkställande utskott beskrev han funktionalismen som en "slätstruken, importerad, antitraditionell stil, mekaniskt torr och grundad på falsk saklighet".
Genom åren följde en mängd utställningar, bland andra på Liljevalchs konsthall och Röhsska Konstslöjdmuseet i Göteborg 1956. Vid det senare tillfället visades möbler för serieproduktion och fick Malmstensmöblerna sitt genombrott för en bredare publik. Dessa möbler kom att tillverkas av ett kräset urval av så kallade nyckelverkstäder och säljs fortfarande men med stark begränsning i sortimentet. Möbelmodellerna fick ofta för Malmsten typiska namn såsom Samsas, Hemmakvällar, Herrgården, Lata Greven och Jonas Love. Inför sin 80-årsdag 1969 gjorde Carl Malmsten sin sista stora utställning, den retrospektiva Rot och Krona på Liljevalchs konsthall. Så sammanfattade han sitt skapande. Malmsten finns representerad vid bland annat Nationalmuseum i Stockholm och Röhsska museet Flera av hans idéer har kring år 2000 och därefter återupptäckts av en ny generation.
Gator är uppkallade efter honom i Solna och Mörbylånga kommuner.

### Skolprojekt
Som en följd av sin pedagogiska läggning ville Carl Malmsten gärna se sin filosofi realiserad i form av något skolprojekt. Därigenom skulle hans livsåskådning kunna fortleva och vidareutvecklas genom generationer. En av grundprinciperna i hans pedagogik, som han presenterade i artikelserien "Principer för formsinnets fostran i barndoms- och ungdomsskolor" i Svenska Slöjdföreningens tidskrift (1921 sid. 109–116, 1922 sid. 97–110), var att barnets ursprungliga skaparlust bör tas om hand från de allra första skolåren och göras fruktbärande för hela livet. Han tog avstånd från slöjdundervisningen baserad på "modellserier" (färdiga ritningar till föremål, som eleverna skulle tillverka) som hade tillämpats i nära femtio år sedan slöjdlärarseminariet i Nääs grundades av Otto Salomon på 1870-talet. Hans ansträngningar resulterade 1927 i Olofskolan och 1930 i Carl Malmstens Verkstadsskola i Stockholm, som år 2000 blev en filial till Linköpings universitet. 1957 köpte han en lantgård i Vickleby kyrkby på Öland och startade där hantverksskolan Capellagården. Carl Malmsten har även gett namn åt Carl Malmsten Hantverksgymnasium i Valdemarsvik. Hantverksgymnasiet i Valdemarsvik lades ner 2009.

## Familj
Carl Malmsten var son till medicine doktor Karl Malmsten och Inez Cadier. Från 1917 var han gift med ämnesläraren Siv Munthe (1894–1987), dotter till filologen rektor Åke Munthe och Louise, född Munthe. Makarna Malmsten fick barnen Ulf (1918–1984), Kerstin (1920–2009), konstnären Egil (1921–2016), Vidar (1924–1969) och Torgil (1925–2003). Carl Malmsten var farfar till Bodil Malmsten. I sin självbiografiska roman Mitt första liv har hon beskrivit några av sina möten med farfadern.

## Uppdrag
- 1923 Inreder stora vardagsrummet på Ulriksdals slott, stockholmarnas bröllopsgåva till kronprinsparet.
- 1925 Inreder på Konserthuset i Stockholm
- 1927 Inreder Tändstickspalatset, Stockholm
- 1930 Inreder på Waldorf Astoria, New York
- 1934 Inreder Rådspresidentens rum FN-huset, Genève
- 1939 Medverkar vid Världsutställningen i New York

## Övrig verksamhet
Malmsten öppnade en verkstad för möbler i Stockholm 1916. År 1920 flyttade han till Övre Karlsro i Solna. Efter 20 år i Solna flyttade han till Strandvägen 5B i Stockholm. År 1957 köpte han en gård i Vickleby på Öland  och Capellagården började ta form.
År 1930 grundade han Carl Malmstens Verkstadsskola (nuvarande Malmstens Linköpings universitet, Linköpings universitet),

## Utmärkelser
- 1926 Litteris et Artibus
- 1936 Professors namn
- 1945 Prins Eugen-medaljen